# Sandviksreven
Sandviksreven is een van de eilanden van de Lule-archipel. Het eiland ligt in de Rånefjärden in het noorden van de Botnische Golf, hoort bij Zweden en heeft geen  bebouwing of oeververbinding.
Ågrundet · Alskäret · Avasjögrundet · Fågelreven · Flakaskäret · Fliggen · Furuholmen · Grangrundet · Granholmen · Hällholmen · Kilsgrundet · Köpmanholmen · Långholmen · Laxön · Laxögrundet · Lill-Kilholmen · Lönngrundet · Piltreven · Rödbergsgrunden · Sandviksreven · Skärgrundet · Skärgrundsflagan · Stor-Kilholmen · Stor-Lönngrundet · Troppen · Yttre Sandgrundet